# Wolfgang Steiger

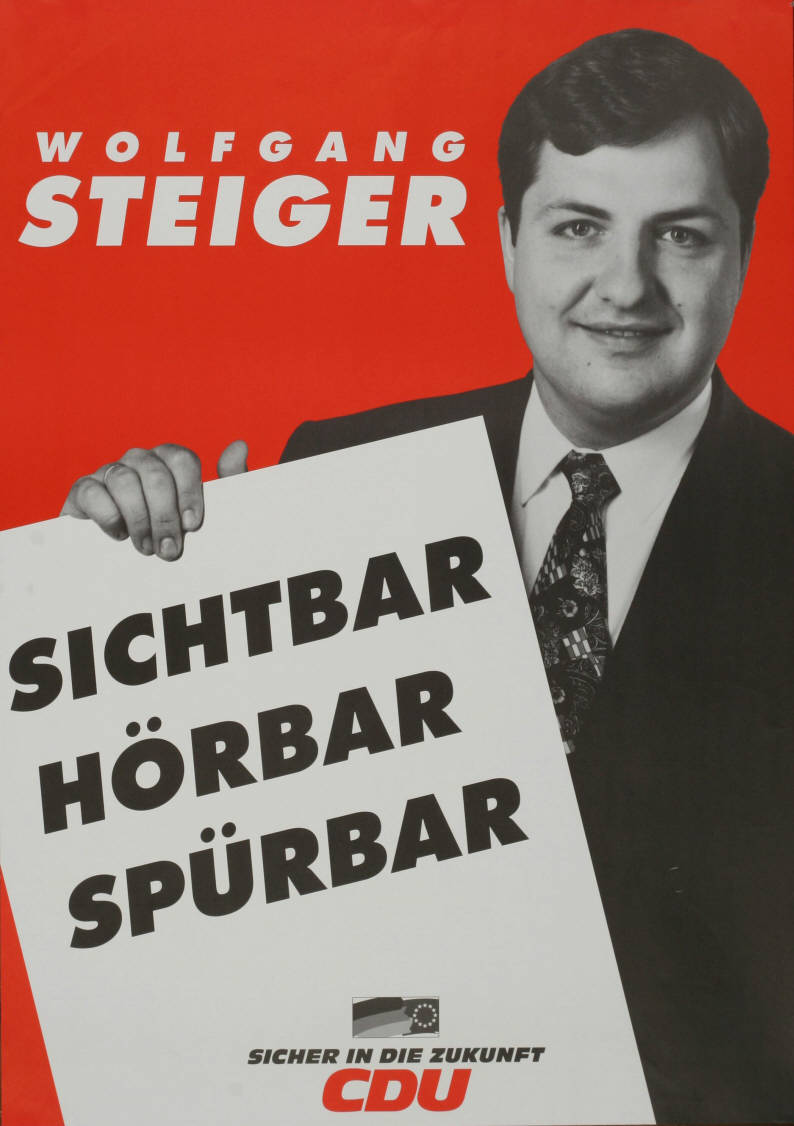
Kandidatenplakat zur Bundestagswahl 1994

Wolfgang Steiger (* 30. August 1964 in Urberach) ist ein deutscher Politiker (CDU) und Lobbyist.
Nach der mittleren Reife absolvierte Steiger eine Ausbildung zum Bankkaufmann bei der Commerzbank.
1982 trat Steiger der CDU bei. Von 1993 bis 1999 war er CDU-Vorsitzender in seiner Heimatstadt Rödermark und von 2000 bis 2009 Vorsitzender im Kreis Offenbach. Steiger gehörte von Oktober 1994 bis Oktober 1998 und – nach dem Ausscheiden von Wilhelm Dietzel – von April 1999 bis Oktober 2002 dem Deutschen Bundestag an. Auf eigenen Wunsch schied er 2002 aus und machte sich als Unternehmer selbständig.
Von 1999 bis 2009 war Steiger ehrenamtlicher Vorsitzender der Johanniter-Unfall-Hilfe in der Stadt und dem Kreis Offenbach. Von 2006 bis 2008 war er Mitglied der Vollversammlung der Industrie- und Handelskammer Offenbach. Von 2001 bis Juli 2009 engagierte er sich für das „Zukunftforum Finanzplatz Frankfurt“.
Von November 2004 bis Juni 2009 war Steiger ehrenamtlicher Landesvorsitzender des Landesverbandes Hessen im Wirtschaftsrat der CDU. Hier wurde er im Juli 2009 zum Bundesgeschäftsführer berufen und übernahm kurz darauf die Position als Generalsekretär mit Sitz in Berlin. Der Wirtschaftsrat ist ein bundesweit organisierter und von Unternehmern getragener Verband und repräsentiert rund 12.000 Mitglieder.
Im November 2011 erhielt Steiger durch den Bundespräsidenten das Bundesverdienstkreuz am Bande für sein besonderes Engagement in den Bereichen Politik, Wirtschaft und Soziales.
Am 1. Oktober 2014 erhielt er den Hessischen Verdienstorden.